# Рашид ель Басір
Рашид ель Басір (араб. رشيد البصير;; нар. 4 жовтня 1968) — марокканський легкоатлет, що спеціалізувався на бігу на середні дистанції, срібний призер Олімпійських ігор 1992 року.

## Кар'єра
На Олімпійських іграх 1992 Рашид ель Басір досить несподівано для спеціалістів завоював срібну медаль з бігу на дистанції 1500 метрів. У першому попередньому забігу він був четвертим в своїй групі з часом 3:38,01. В другому забігу він був другим в своїй групі з часом 3:39,26, з яким він пройшов у фінал і який був гіршим за результати одинадцяти учасників іншої півфінальної групи. У фінальному забігу Рашид ель Басір скористався повільним темпом бігу учасників фіналу, прискорився на останніх метрах і з результатом 3:40,62 зайняв друге місце.
На Олімпійських іграх 1996 з часом 3:42,85 Рашид ель Басір зайняв п'яте місце у попередньому забігу в своїй групі і не пройшов до півфіналу.